# Diocese de Duque de Caxias
A Diocese de Duque de Caxias (Dioecesis Caxiensis) é uma divisão territorial da Igreja Católica no estado do Rio de Janeiro. Foi criada em 11 de outubro de 1980, a partir da junção de desmembramentos das Dioceses de Nova Iguaçu e Petrópolis, e foi fundada em 12 de julho de 1981.
A Diocese de Duque de Caxias é localizada na Baixada Fluminense, e seu território eclesiástico abrange duas cidades: Duque de Caxias e São João de Meriti.

## Bispos
Bispos locais:
|        | Nome                          | Período    | Notas                        |
| Bispos | Bispos                        | Bispos     | Bispos                       |
| ------ | ----------------------------- | ---------- | ---------------------------- |
| 3º     | Tarcísio Nascentes dos Santos | 2012-atual |                              |
| 2º     | José Francisco Rezende Dias   | 2005-2011  | Nomeado arcebispo de Niterói |
| 1º     | Mauro Morelli                 | 1981-2005  |                              |